# Хонсар
Хонсар (перс. فریدون‌شهر) — місто в центральному Ірані, в провінції Ісфаган. Адміністративний центр однойменного шагрестану.

## Географія
Місто знаходиться в західній частині Ісфагана, в гірській місцевості центрального Загросу, на висоті 2248 метрів над рівнем моря. Хонсар розташований на відстані близько 130 км на північний захід від Ісфагана, адміністративного центру провінції і на відстані 273 кілометрів на південний захід (SSW) від Тегерана, столиці країни.

## Населення
За даними перепису, на 2006 рік чисельність населення міста становила 20490 осіб; в національному складі переважають перси (носії одного з центральноіранських діалектів хонсарі).

## Транспорт
Найближчий аеропорт розташований у місті Алігударз, на відстані 32 км на захід від Хонсара.